# Elementarschule

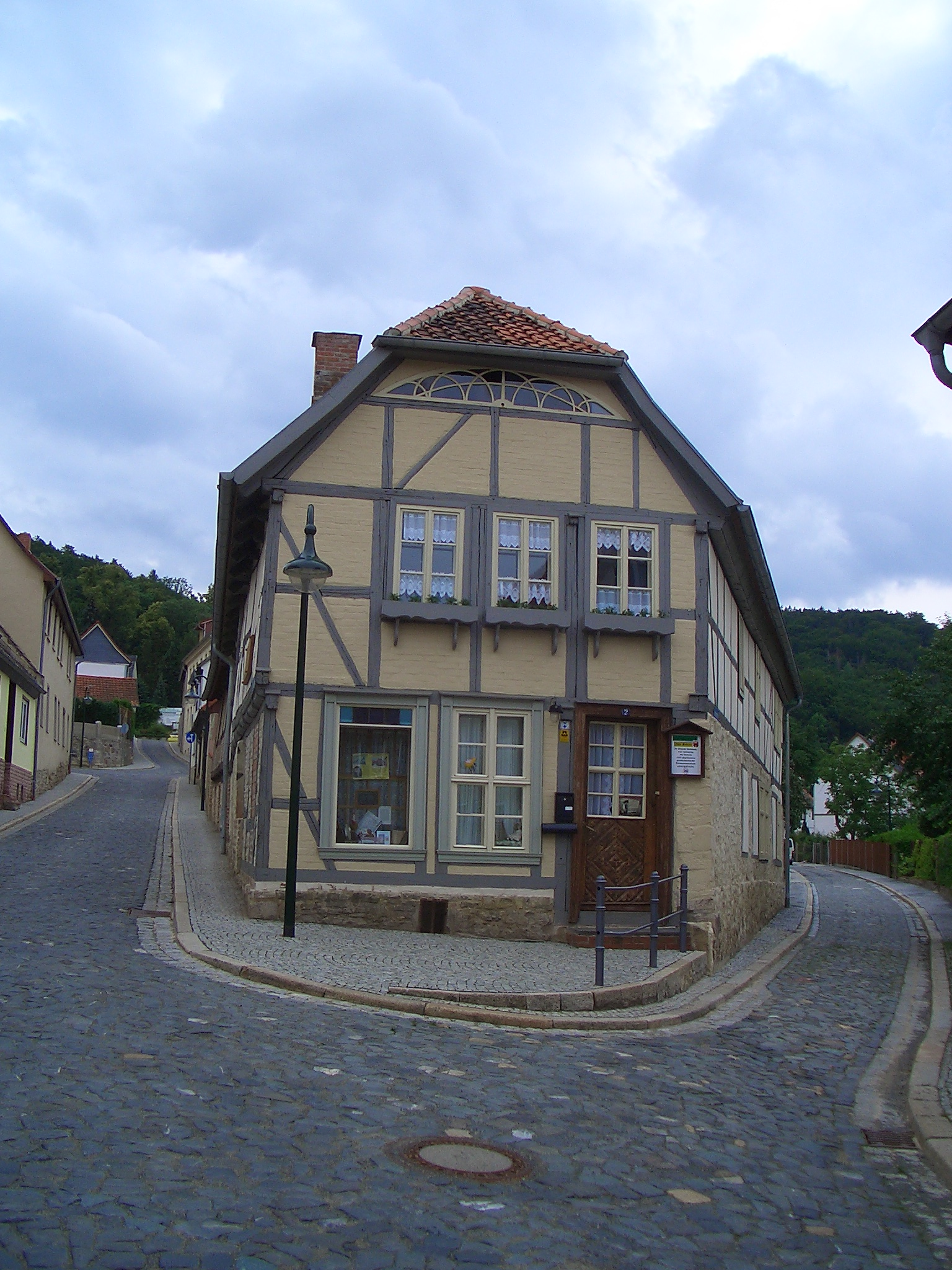
Alte Elementarschule Gernrode

Die Elementarschule stellt in der deutschen Schulgeschichte eine Form der Volksschule dar. Es ist eine während der Kaiserzeit benutzte Vorgängerbezeichnung zu der heute üblichen Bezeichnung Grundschule. Oft wurde diese Bezeichnung jedoch auch synonym für Volksschule verwendet. 
Auch die Vorschulen der Gymnasien und anderer höherer Schulen, einschließlich zahlreicher Privatschulen, bezeichnete man als Elementarschulen. Zu ihnen gehören auch die jüdischen Elementarschulen, wie etwa die in Baden.
Aufschwung im Allgemeinen nahm das Volksschulwesen besonders in der Zeit nach der Reformation, und die frühesten Schulen dieser Art finden sich in Wittenberg und Gernrode.
Diese Benennung gibt es bis heute im Englischen als Elementary School, im Italienischen als Scuola Elementare und im Französischen als école élémentaire.
Vergleiche auch Winkel-, Heck- oder Klippschulen.
Lehrer einer Elementarschule nennt man Elementarlehrer.
Der an einer Elementarschule erteilte Unterricht wird Elementarunterricht genannt. Vergleiche hierzu auch den Elementarbereich. Der Elementarunterricht wurde von Wilhelm von Humboldt ausführlich in seinem Königsberger Schulplan beschrieben. Als Lehrbuch für den Elementarunterricht diente lange Zeit Der Kleine Katechismus von Martin Luther, der in viele Sprachen übersetzt wurde.